# Lucius Quinctius Cincinnatus

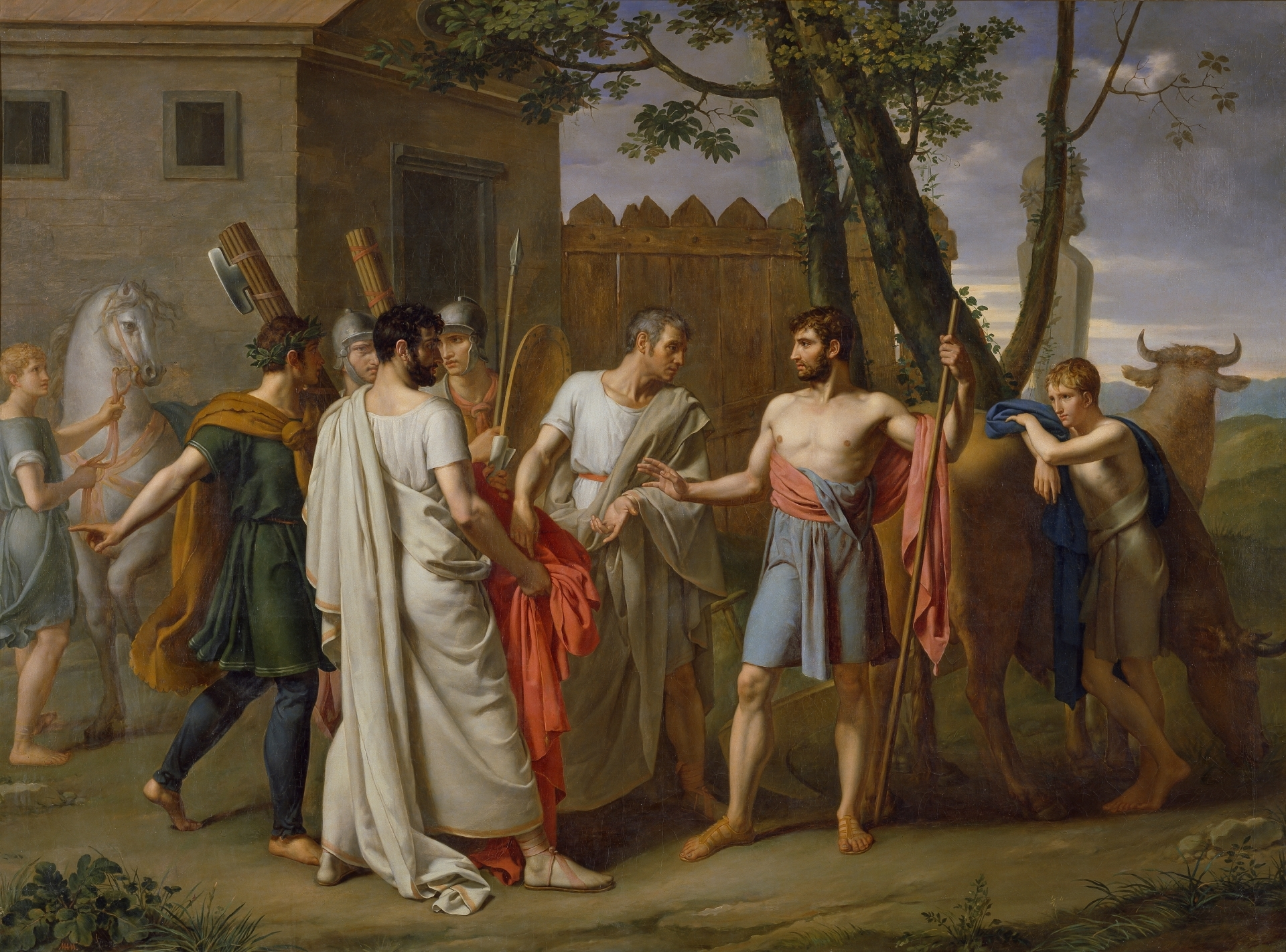
Cincinnatus verlässt den Pflug für die Diktatur über die Römer – Juan Antonio Ribera, c. 1806

Lucius Quinctius Cincinnatus (* um 519 v. Chr.; † 430 v. Chr.) war römischer Adliger und Politiker. Seine Dienste als Konsul 460 v. Chr. und Diktator in den Jahren 458 v. Chr. und 439 v. Chr. machten ihn zum Musterbeispiel für die Bürgertugend.

## Leben
Der historische Verlauf von Cincinnatus’ Leben lässt sich nicht mit Sicherheit bestimmen, da das über ihn Überlieferte schwer von Legenden zu unterscheiden ist. Es heißt, er habe ein zurückgezogenes Leben als Bauer geführt.
Die Ursache für diese Zurückgezogenheit war folgende: Cincinnatus’ Sohn Kaeso Quinctius wurde fälschlich des Mordes beschuldigt, konnte aber gegen Kaution auf freiem Fuß bleiben. Cincinnatus musste daher, nachdem Kaeso nach Etrurien geflohen und in Abwesenheit zum Tode verurteilt worden war, eine hohe Summe als Strafe zahlen und war sodann gezwungen, in einfachen Verhältnissen lebend seine Felder zu bewirtschaften.
Wie Titus Livius berichtet, trat er seine erste Amtszeit als Diktator an, als Rom durch die Stämme der Aequer, Sabiner und Volsker in seiner Existenz bedroht war. Der Senat selbst war es, der ihn bat, das Amt des Alleinherrschers zu übernehmen, um die Stadt zu retten. In seiner Abwesenheit würde sein Acker unbestellt bleiben, was für seine Familie lebensbedrohliche Folgen haben würde. Dennoch soll er nicht gezögert haben, seine Pflicht dem Staat gegenüber zu erfüllen. Innerhalb von 16 Tagen soll er die mit Rom verfeindeten Völker besiegt haben. Die Angst der Bürger, er könnte nach dem Krieg an der Macht festhalten, war unbegründet: Er gab die Macht unverzüglich an die Volksvertreter zurück und setzte die Arbeit auf seinen Feldern fort. Auch verlangte er keinerlei Bezahlung für seine Dienste. Damit wurde er zum Symbol des guten Führers.
Zur Niederschlagung eines Aufstandes der Plebejer wurde Cincinnatus, der ein hartnäckiger Gegner der Plebejer war, im Jahre 439 v. Chr. erneut als Diktator eingesetzt. Auch hier blieb er nicht länger als nötig im Amt und kehrte zur Feldarbeit zurück. Ein knappes Jahrzehnt später verstarb Cincinnatus im hohen Alter. Vielen Römern, allen voran Cato dem Älteren, galt er als Musterbeispiel der republikanischen Tugenden.

## Rezeption
Cincinnatus wurde von den Römern, vor allem von den adligen Patriziern, als Held des alten Roms und Symbol der Einfachheit und Tugend betrachtet. George Washington nahm ihn sich ebenfalls zum Vorbild und Offiziere des Amerikanischen Unabhängigkeitskrieges gründeten kurz vor dem Ende des Krieges die Society of the Cincinnati, um die Ideale der Unabhängigkeitsbewegung zu bewahren. Die Stadt Cincinnati in Ohio ist nach der Bruderschaft benannt. Nach Cincinnatus ist auch Cincinnato in Italien benannt.
Der britische Premierminister Boris Johnson verglich sich am Tag des Ausscheidens aus seinem Amt mit Cincinnatus, er kehre nun zu seinem Pflug zurück.